# Max Zorin

Logo przedsiębiorstwa Zorin Industries, należącego do Maxa Zorina

Max Zorin – postać fikcyjna i główny antagonista w filmie Zabójczy widok (1985), o przygodach brytyjskiego agenta Jamesa Bonda. W rolę Maxa Zorina wcielił się amerykański aktor, reżyser i producent filmowy Christopher Walken.

## Życiorys
Max Zorin urodził się w Dreźnie pod koniec II wojny światowej. Później przeniósł się do Francji i stał się czołowym biznesmenem w handlu energią, ostatecznie przechodząc do branży elektronicznej i działając na rynku mikrochipów jako właściciel przedsiębiorstwa Zorin Industries. 
Zorin jest zagorzałym antykomunistą i ma duże wpływy we francuskim rządzie. Wychodzi na jaw że był on produktem nazistowskich eksperymentów medycznych podczas wojny, w których kobietom w ciąży wstrzykiwano ogromne ilości steroidów, próbując stworzyć „superdzieci”. Większość ciąż zakończyła się niepowodzeniem, a te nieliczne dzieci które przeżyły, stały się niezwykle inteligentne, ale także psychopatyczne. Antykomunizm Zorina jest tylko „maską”, bowiem podczas jego spotkania z szefem KGB generałem Gogolem, okazuje się że Zorin jest byłym agentem radzieckich służb, który nie chce już z nimi dłużej współpracować.
Max Zorin opracowuje plan zniszczenia swojej konkurencji w Dolinie Krzemowej, wywołując potężne trzęsienie ziemi w uskoku San Andreas. Taka katastrofa skutecznie zniszczyłaby wszystkie firmy komputerowe konkurujące z Zorinem na światowym rynku mikrochipów i zabiłaby miliony ludzi. Zorin przepompował wodę morską do uskoku Haywarda i zamierza wysadzić tunele pod jeziorami, prowadzącymi do uskoku San Andreas, aby go zalać. Dodatkowo chce on wysadzić główną warstwę geologiczną, która zapobiegłaby jednoczesnemu przemieszczeniu się uskoków. Zorin wysadza dno jeziora zalewając całą kopalnię, ale dzięki Bondowi i byłej współpracownicy Zorina May Day detonator, który miał odpalić ładunki niszczące warstwę geologiczną, zostaje wywieziony z kopalni. W akcie zemsty za pokrzyżowanie planów, dziewczyna Bonda Stacey Sutton zostaje uprowadzona do sterowca Zorina. Bond trzymając się liny cumowniczej sterowca, przywiązuje go do pylonu mostu Golden Gate Bridge w San Francisco. W wyniku pojedynku z Bondem, Zorin spada z mostu do zatoki San Francisco, a sterowiec zostaje zniszczony.